# Carl Horner
Carl Horner ist ein US-amerikanischer Schauspieler und Spezialist für Visuelle Effekte und Spezialeffekte.

## Leben
Carl Horner wuchs in Mars, einer Siedlung im Butler County in Pennsylvania, auf. Sein Vater ist ehemaliger Soldat.
Er studierte von 1982 bis 1983 an der Point Park University in Pittsburgh, Pennsylvania. Von 1996 bis 2001 arbeitete er für Walt Disney Imagineering. Anschließend übernahm er verschiedene Jobs für wenige Jahre. Von 2010 bis 2018 war er als künstlerischer Leiter und Modelbauer bei den New Deal Studios in Burbank angestellt. Seit seinem Ausstieg ist er Manager der Vision Scenery Corporation Inc. im Foothill Boulevard. Von 1989 bis 2013 war er mit Kristina M. Horner verheiratet, die ebenfalls für die Realisierung von visuellen und Spezialeffekten zuständig ist. Seit dem 21. Juni 2014 ist er mit Magdalena Franco verheiratet. Die beiden sind Eltern von drei Kindern.
1987 übernahm er mit der Rolle des Rik eine der Hauptrollen im Film Jäger der verschollenen Galaxie. Seine nächste Filmrolle sollte erst 2018 folgen: in Aufbruch zum Mond übernahm er die Rolle eines NASA-Inspektors. 2004 war er für visuelle Effekte in Filmen wie Team America oder Blade: Trinity zuständig. 2010 hatte er ebenfalls Mitwirkungen in Robin Hood, Das A-Team – Der Film oder The Tourist. Weitere namhafte Filmproduktionen sind Fast & Furious Five, Pirates of the Caribbean – Fremde Gezeiten oder Cowboys & Aliens. 

## Filmografie

### Schauspieler
- 1987: Jäger der verschollenen Galaxie (Slave Girls from Beyond Infinity)
- 2018: Aufbruch zum Mond (First Man)

### Visuelle Effekte
- 2004: 10.5 – Die Erde bebt (10.5, Mini-Serie, 2 Episoden)
- 2004: Team America (Team America: World Police)
- 2004: Blade: Trinity
- 2010: Robin Hood
- 2010: Das A-Team – Der Film (The A-Team)
- 2010: The Tourist
- 2011: World Invasion: Battle Los Angeles (Battle: Los Angeles)
- 2011: Fast & Furious Five (Fast Five)
- 2011: Priest
- 2011: Pirates of the Caribbean – Fremde Gezeiten (Pirates of the Caribbean: On Stranger Tides)
- 2011: Cowboys & Aliens
- 2011: Real Steel – Stahlharte Gegner (Real Steel)
- 2013: Die fantastische Welt von Oz (Oz the Great and Powerful)

### Spezialeffekte und künstlerische Leitung
- 1987: Jäger der verschollenen Galaxie (Slave Girls from Beyond Infinity)
- 1990: Martians – Ein Außerirdischer kommt selten allein (Spaced Invaders)
- 1990: Die Rückkehr der Untoten (Night of the Living Dead)
- 1993: Stephen Kings Stark (The Dark Half)
- 1996: T2 3-D: Battle Across Time (Kurzfilm)
- 2004: Team America (Team America: World Police)
- 2005: Mr. & Mrs. Smith
- 2007: Halloween
- 2018: Aufbruch zum Mond (First Man)

## Auszeichnungen
- 2001: Thea Award der Theamed Entertainment Association für Production Design
- 2012: Nominierung für den VES Award der Visual Effects Society